# Antônio Calloni
Egizio Antônio Calloni (São Paulo, 6 de diciembre de 1961) es un actor brasileño.

## Carrera profesional

### Como un actor
Inició su actividad artística en el Teatro, en la obra A Barra do Jovem en 1980. Debutó en la televisión en 1986, a los 25 años, en la miniserie Anos Dourados de la Rede Globo . En la novela ha actuado en 1986, Hipertensión, Terra Nostra 1999, El clon y los mayas de 2001 , Once and Again y Un solo corazón en 2004, Páginas de la vida de 2006, Salve Jorge entre 2012 y 2013, entre otros. En cine, actuó en Policarpo Quaresma, héroe de Brasil, de Paulo Thiago y en 2003 actuó en el cortometraje Pracinha con Otávio Augusto, dentre outros. No cinema, atuou em Policarpo Quaresma, herói do Brasil, de Paulo Thiago e em 2003, atuou no curta-metragem Pracinha com Otávio Augusto. Entre 2013 y 2014 interpretó a su primer gran villano LC en la telenovela de las 7 pm Beyond the Horizon de Carlos Gregório y Marcos Bernstein. En 2016, interpretó a su segundo gran villano, Antenor, en la miniserie Justiça de Manuela Dias. En 2017 grabó la serie Acoso en el papel del ex médico Roger Abdelmassih, especialista enreproducción humana, quien fue condenado a 181 años de prisión por 48 abusos sexuales por parte de 37 pacientes. En noviembre de 2018, participó en los primeros 16 capítulos de la novela The Seventh Guardian como Egidio, un guardián de la fuente que tiene poderes mágicos y rejuvenecedores.

### Otros trabajos
También es escritor y poeta, además de haber apodado al gato Garfield en las películas Garfield: la película y Garfield 2 en 2004 y 2006.

## Vida personal
Es hijo de italianos. Está casado desde 1993 con la periodista Ilse Rodrigues Garro, con quien tienen un hijo llamado Pedro Antonio. Tras aprobar la prueba de acceso, asistió a las clases de la carrera de Ciencias Sociales en la Facultad de Filosofía, Letras y Ciencias Humanas de la Universidad de São Paulo por sólo seis meses y se rindió. Comenzó a actuar en 1978, haciendo teatro periférico en São Paulo. En 1980 se matriculó en el curso de Teatro Célia Helena, con tres años de estudio y otro año en el Centro de Investigación Teatral (CPT), dirigido por Antunes Filho.

## Filmografía

### Televisión
| Año  | Título                      | Personaje                          |
| ---- | --------------------------- | ---------------------------------- |
| 1986 | Hipertensão                 | Fratelo                            |
| 1987 | Bambolê                     | Augusto "Pronto"                   |
| 1989 | O Salvador da Pátria        | Tomás                              |
| 1990 | Brasileiras e Brasileiros   | Plínio                             |
| 1991 | O Dono do Mundo             | William                            |
| 1992 | Deus nos Acuda              | Promotor                           |
| 1993 | Olho no Olho                | Bóris                              |
| 1994 | 74.5 - Uma onda no ar       | Mariano                            |
| 1997 | Zazá                        | Milton Dumont Pietro               |
| 1997 | A Justiceira                | Ezequiel                           |
| 1998 | Mulher                      | Francisco                          |
| 1998 | Era uma vez...              | Maneco Dionísio                    |
| 1999 | Suave veneno                | Hanif                              |
| 1999 | Terra Nostra                | Bartolo Migliavacca                |
| 1999 | Chiquinha Gonzaga           | Lopes Trovão                       |
| 2001 | El clon                     | Mohamed Rachid                     |
| 2004 | Começar de Novo             | Olavinho                           |
| 2006 | Páginas de la vida          | Gustavo                            |
| 2006 | JK                          | Augusto Frederico Schmidt          |
| 2008 | Belleza pura                | Eduardo Brito                      |
| 2009 | India, una historia de amor | César Gallo Goulart                |
| 2010 | Escrito en las estrellas    | Vicente de Miranda / Esteban López |
| 2011 | El astro                    | Natalino Pimentel (Natal)          |
| 2012 | La guerrera                 | Mustafá Ayata                      |
| 2013 | Além do Horizonte           | Luís Carlos Barcelos               |
| 2024 | Renacer                     | Coronel Belarmino Ferreira         |

### Cine
| Año  | Título                              | Personaje       | Nota(s)           |
| ---- | ----------------------------------- | --------------- | ----------------- |
| 1994 | O Efeito Ilha                       | Armando Torreds |                   |
| 1995 | 16060                               | Vittorio        |                   |
| 1995 | Esperando Roque                     |                 |                   |
| 1996 | Sambólico                           | Rudi            |                   |
| 1997 | Lápide                              | Marido          |                   |
| 1998 | Policarpo Quaresma, Herói do Brasil | Genelício       |                   |
| 1999 | Outras Estórias                     | Sorôco          |                   |
| 2002 | A Paixão de Jacobina                | Pastor Boeber   |                   |
| 2002 | Poeta de Sete Faces                 |                 |                   |
| 2004 | Garfield: la película               | Garfield        | Doblaje portugués |
| 2006 | Garfield 2                          | Garfield        | Doblaje portugués |
| 2006 | Anjos do Sol                        | Saraiva         |                   |
| 2006 | O Passageiro - Segredos de Adulto   | Mauro           |                   |
| 2007 | Os Porralokinhas                    | Beto            |                   |
| 2008 | Dias e Noites                       |                 |                   |
| 2011 | Faroeste Caboclo                    | Marco Aurélio   |                   |
| 2014 | Jogo de Xadrez                      | Senador Franco  |                   |